# You're Still the One
"You're Still the One" er en sang delvist skrevet af og indspillet af den canadiske sanger Shania Twain. Den blev udgivet i januar 1998 som den tredje single fra Twains album Come On Over, men det var den første det blev udgivet til pop og internationale markeder. Singlen toppede som nummer 2 og blev Twains første Top 10-hit på Billboard Hot 100. Selvom den aldrig opptede hitlisten, så bliver den anerkendt som Twains mest succesfulde single, og de ter en af hendes mest succesfulde singler på county-tradio. Sangen blev skrevet af Twain og Mutt Lange, og den blev produceret af Lange.
"You're Still the One" blev nomineret til fire Grammy Awards i 1999, og den vandt de to. IDen modtog priser for Best Country Song og Best Female Country Vocal Performance men tabte  Record of the Year og Song of the Year til Celine Dions "My Heart Will Go On".
Den blev rangeret som nummer 46 på VH1's 100 Greatest Songs of the '90s.

## Udgivelse
- CD-Maxi

1. "You're Still The One" (Single Version) (3:19)
2. "(If You're Not in it For Love) I'm Outta Here!" (Mutt Lange Mix) (4:21)
3. "You Win My Love" (Mutt Lange Mix) (3:54)
4. "You're Still The One" (LP Version) (3:34)

- U.S. CD Single

1. "You're Still The One" (Radio Edit/Intro) (3:34)
2. "Don't Be Stupid (You Know I Love You)" (Remix) (3:37)

- Europe CD Single

1. "You're Still The One" (Single Version) (3:19)
2. "You're Still The One" (Soul Solution Dance Mix) (4:03)

- Canada CD-Maxi

1. "You're Still The One" (Radio Edit w/Intro) (3:36)
2. "You're Still The One" (Album Version) (3:32)
3. "Don't Be Stupid (You Know I Love You)" (Dance Mix) (4:45)

- Dance Mixes CD-Maxi

1. "You're Still The One" (Soul Solution Radio Mix) (4:03)
2. "You're Still The One" (Soul Solution Extended Club Mix) (8:42)
3. "You're Still The One" (Kano Dub) (7:46)
4. "You're Still The One" (Soul Solution Percapella Dance Mix) (3:34)
5. "You're Still The One" (Radio Edit w/Intro) (3:34)

## Hitlister
| Hitlister (1998–2001)                                       | Placering |
| ----------------------------------------------------------- | --------- |
| Australien (ARIA)                                           | 1         |
| Belgien (Ultratop 50 Flanderen)                             | 16        |
| Canada (Canadian Singles Chart)                             | 2         |
| Canada Top Singles (RPM)                                    | 7         |
| Canada Adult Contemporary (RPM)                             | 1         |
| Canada Countrysange (RPM)                                   | 1         |
| Europe (European Hot 100 Singles)                           | 25        |
| Frankrig (SNEP)                                             | 51        |
| Tyskland (Official German Charts)                           | 68        |
| Irland (IRMA)                                               | 3         |
| Holland (Dutch Top 40)                                      | 10        |
| Holland (Single Top 100)                                    | 10        |
| New Zealand (RIANZ)                                         | 9         |
| Skotland (Official Charts Company)                          | 14        |
| Spain (Radio Top 40)                                        | 24        |
| Schweiz (Schweizer Hitparade)                               | 26        |
| Storbritannien Singles (Official Charts Company)            | 10        |
| USA Billboard Hot 100                                       | 2         |
| USA Adult Contemporary (Billboard)                          | 1         |
| USA Adult Top 40 (Billboard)                                | 6         |
| USA Hot Country Songs (Billboard)                           | 1         |
| US Hot Dance Singles Sales (Billboard)                      | 3         |
| USA Hot Latin Songs (Billboard)                             | 37        |
| USA Mainstream Top 40 (Billboard)                           | 3         |
| USA Rhythmic (Billboard)                                    | 20        |
| USA Tropical Airplay (Billboard)                            | 15        |
| Hitlister (2014)                                            | Placering |
| Brazil (Billboard Brasil Hot 100) duet with Paula Fernandes | 14        |

| Hitlister (1998)                       | Placering |
| -------------------------------------- | --------- |
| Australia (ARIA)                       | 8         |
| Belgium (Ultratop 50 Flanders)         | 79        |
| Canada Adult Contemporary (RPM)        | 10        |
| Canada Country Tracks (RPM)            | 9         |
| Netherlands (Dutch Top 40)             | 12        |
| Netherlands (Single Top 100)           | 30        |
| UK Singles (Official Charts Company)   | 111       |
| US Billboard Hot 100                   | 3         |
| US Adult Contemporary (Billboard)      | 2         |
| US Adult Top 40 (Billboard)            | 19        |
| US Hot Country Songs (Billboard)       | 24        |
| US Hot Dance Singles Sales (Billboard) | 3         |
| Hitlister (1999)                       | Placering |
| US Adult Contemporary (Billboard)      | 13        |

| Hitlister                  | Placering |
| -------------------------- | --------- |
| Netherlands (Dutch Top 40) | 97        |
| US Billboard Hot 100       | 34        |

| Hitlister (1990-1991) | Placering |
| --------------------- | --------- |
| US Billboard Hot 100  | 82        |